# Grupos regionais das Nações Unidas

Grupo Africano
Grupo Ásia-Pacífico
Grupo Europa Oriental
Grupo Latino-Americano e Caribenho
Grupo Europa Ocidental e Outros
Estado sem grupo
Estado ou território não-membro

Os grupos regionais das Nações Unidas são os grupamentos regionais geopolíticos dos Estados-membros das Nações Unidas. Originalmente, os países membros da organização eram agrupados não oficialmente em cinco subgrupos de acordo com sua região. O que teve início com uma maneira informal de organizar a participação destas nações na Assembleia Geral, tornou-se uma forma oficial de subdividir os diversos países dentro do organismo. De acordo com o contexto, os grupos regionais exercem controle sobre as eleições da organização, com base na representação geográfica, assim como coordenam a política substantiva e constituem frentes comuns de negociações e votos.
Os Grupos Regionais sofreram alterações ao longo da história das Nações Unidas. Desde o estabelecimento da organização, em 1945, até 1966, os grupos eram: Commonwealth Britânica, Europa Oriental e Ásia, América Latina, Oriente Médio e Europa Ocidental. Em 1966, por conta de alterações na filiação às Nações Unidas e do realinhamento estratégico em curso, os grupos foram reorganizados como: Ásia, Europa Ocidental, África, América Latina e Caribe, e Europa Oriental e Outros. Em 2011, o Grupo Ásia foi renomeado como Ásia-Pacífico.
Atualmente, os 193 Estados-membros das Nações Unidas são subdivididos em cinco Grupos Regionais:
- Grupo Africano, com 54 nações;
- Grupo Ásia-Pacífico, com 53 nações;
- Grupo Europa Oriental, com 23 nações;
- Grupo Latino-Americano e Caribenho, com 33 nações;
- Grupo Europa Ocidental e Outros, com 28 nações e um membro observador.

## Visão geral
| Grupo Regional            | Membros | Membros Permanentes (CSNU) | Membresia em outros órgãos | Membresia em outros órgãos | Membresia em outros órgãos |
| Grupo Regional            | Membros | Membros Permanentes (CSNU) | CSNU                       | ECOSOC                     | CDHNU                      |
| ------------------------- | ------- | -------------------------- | -------------------------- | -------------------------- | -------------------------- |
| Africano                  | 54      | 0                          | 3                          | 14                         | 13                         |
| Ásia-Pacífico             | 53      | 1                          | 2                          | 11                         | 13                         |
| Europa Oriental           | 23      | 1                          | 1                          | 6                          | 6                          |
| América Latina e Caribe   | 33      | 0                          | 2                          | 10                         | 8                          |
| Europa Ocidental e Outros | 29      | 3                          | 2                          | 13                         | 7                          |
| Nenhum                    | 1       | –                          | –                          | –                          | –                          |
| Total                     | 193     | 5                          | 10                         | 54                         | 47                         |

## Países por grupo

### Grupo Africano
O Grupo Africano possui 54 membros (representando 28% do total de Estados-membros das Nações Unidas), sendo o maior grupo regional da organização. É também o único grupo em que a totalidade do território coincide com o grupo em si. O Grupo Africano possui 3 assentos no Conselho de Segurança (todos não-permanentes), atualmente ocupados por Etiópia, Egito e Senegal. O grupo também possui 14 assentos no Conselho Econômico e Social e 13 assentos no Conselho de Direitos Humanos. Na rotatividade de posto da Presidência da Assembleia Geral, o grupo é elegível por já ter cidadãos eleitos ao cargo em anos terminados em '4' e '9'; mais recentemente, Sam Kutesa (de Uganda), foi eleito ao cargo em 2014.
Os seguintes Estados-membros integram o Grupo Africano:
| - África do Sul - Argélia - Angola - Benim - Botswana - Burquina Fasso - Burundi - Cabo Verde - Camarões - República Centro-Africana - Chade - Comores - Djibuti - Egito - Eritreia - Etiópia - Gabão - Gana | - Gâmbia - Guiné - Guiné-Bissau - Guiné Equatorial - Líbia - Libéria - Lesoto - Madagáscar - Malawi - Mali - Marrocos - Ilhas Maurícias - Mauritânia - Moçambique - Namíbia - Níger - Nigéria - Quênia | - República Democrática do Congo - República do Congo - Ruanda - São Tomé e Príncipe - Senegal - Serra Leoa - Seicheles - Somália - Essuatíni - Sudão - Sudão do Sul - Tanzânia - Togo - Tunísia - Uganda - Zâmbia - Zimbabwe |

### Grupo Ásia-Pacífico
O Grupo Ásia-Pacífico (anteriormente Grupo Asiático) possui 53 membros (representando 27.5% do total de Estados-membros das Nações Unidas), sendo o segundo maior grupo regional. Seu território é composto por partes da Ásia e Oceania. Contudo, Rússia e as nações caucasianas integram o Grupo Europa Oriental; enquanto Austrália, Nova Zelândia, Israel e Turquia são membros do Grupo Europa Ocidental e Outros. O Grupo Ásia-Pacífico possui três assentos no Conselho de Segurança: o assento permanente da República Popular da China, e dois assentos não-permanentes (ocupados atualmente por Japão e Cazaquistão). O grupo também possui 11 assentos no Conselho Econômico e Social e 13 assentos no Conselho de Direitos Humanos. Na rotatividade de posto da Presidência da Assembleia Geral, o grupo é elegível por já ter cidadãos eleitos ao cargo em anos terminados em '1' ou '6'; mais recentemente, Peter Thomson, de Fiji, foi eleito em 2016.
Os seguintes Estados-membros integram o Grupo Ásia-Pacífico:
| - Arábia Saudita - Afeganistão - Bangladesh - Bahrein - Brunei - Butão - Camboja - Catar - Cazaquistão - China - Coreia do Norte - Coreia do Sul - Chipre - Emirados Árabes Unidos - Filipinas - Fiji - Iêmen | - Ilhas Salomão - Ilhas Marshall - Índia - Indonésia - Irão - Iraque - Japão - Jordânia - Kuwait - Laos - Líbano - Malásia - Maldivas - Micronésia - Mongólia - Myanmar - Nepal | - Omã - Palau - Paquistão - Papua-Nova Guiné - Quirguistão - Samoa - Singapura - Sri Lanka - Síria - Tajiquistão - Tailândia - Timor-Leste - Tonga - Turquemenistão - Tuvalu - Vanuatu - Vietname |

### Grupo Europa Oriental
O Grupo Europa Oriental possui 23 membros (representando 12% do total de Estados-membros das Nações Unidas), sendo o menor grupo em quantidade de países. O Grupo Europa Oriental possui dois assentos no Conselho de Segurança: o assento permanente da Rússia e um assento não-permanentes (atualmente ocupado pela Ucrânia). O grupo também possui 6 assentos no Conselho Econômico e Social e 6 assentos no Conselho de Direitos Humanos. Na rotatividade de posto da Presidência da Assembleia Geral, o grupo é elegível por ter cidadãos eleitos ao cargo em anos terminados em '2' e '7'; mais recentemente, Vuk Jeremić, da Sérvia, foi eleito em 2012.
Os seguintes Estados-membros integram o Grupo Europa Oriental:
| - Albânia - Armênia - Azerbaijão - Bielorrússia - Bósnia e Herzegovina - Bulgária - Croácia - Chéquia | - Estónia - Geórgia - Hungria - Letônia - Lituânia - Macedônia - Mónaco - Polónia | - Moldávia - Roménia - Rússia - Sérvia - Eslováquia - Eslovênia - Ucrânia |

### Grupo Latino-Americano e Caribenho
O Grupo Latino-Americano e Caribenho (GRULAC) funciona conforme os temas de agenda para concertação e diálogo, sem periodicidade. Com missões em Nova Iorque, Genebra, Roma e Viena, tem por instância máxima a reunião dos embaixadores dos países latino-americanos e caribenhos acreditados nessas cidades. Anteriormente à independência e participação dos países da região do Caribe, chamava-se Grupo Latino-Americano (GRULA). Possui 33 membros (representando 17% do total de Estados-membros das Nações Unidas). Seu território é quase que exatamente a América Central, América do Sul e Caribe; com exceções quanto à ausência de territórios dependentes de nações europeias. O GRULAC possui dois assentos não-permanentes no Conselho de Segurança, atualmente ocupados por Venezuela e Uruguai. O grupo possui ainda dez assentos no Conselho Econômico e Social e oito assentos no Conselho de Direitos Humanos. Na rotatividade de posto da Presidência da Assembleia Geral, o grupo é elegível por já ter cidadãos eleitos ao cargo em anos terminados em '3' ou '8'; mais recentemente, John  William Ashe, de Antígua e Barbuda, foi eleito em 2013.
Os seguintes Estados-membros integram o grupo regional:
| - Antígua e Barbuda - Argentina - Bahamas - Barbados - Belize - Bolívia - Brasil - Chile - Colômbia - Costa Rica - Cuba | - Dominica - Equador - El Salvador - Granada - Guatemala - Guiana - Haiti - Honduras - Jamaica - México - Nicarágua | - Panamá - Paraguai - Peru - República Dominicana - Santa Lúcia - São Cristóvão e Neves - São Vicente e Granadinas - Suriname - Trinidad e Tobago - Uruguai - Venezuela |

### Grupo Europa Ocidental e Outros
O Grupo Europa Ocidental e Outros (WEOG, na sigla em inglês) possui 28 membros (representando 15% do total de Estados-membros das Nações Unidas), além dos Estados Unidos (que atua como Membro Observador do grupo). O grupo possui 5 assentos no Conselho de Segurança, sendo 3 permanentes (Estados Unidos, França e Reino Unido), e dois não-permanentes (ocupados atualmente por Nova Zelândia e Espanha). O grupo possui ainda 13 assentos no Conselho Econômico e Social e 7 assentos no Conselho de Direitos Humanos. Na rotatividade de posto da Presidência da Assembleia Geral, o grupo é elegível por já ter cidadãos eleitos ao cargo em anos terminados em '0' e '5'; mais recentemente, Mogens Lykketoft, da Dinamarca, foi eleito em 2015.
Os seguintes Estados-membros integram o Grupo Europa Ocidental e Outros:
| - Alemanha - Andorra - Austrália - Áustria - Bélgica - Canadá - Dinamarca - Espanha - Estados Unidos (Observador) - Finlândia | - França - Grécia - Islândia - Israel - Itália - Liechtenstein - Luxemburgo - Malta - Mónaco - Nova Zelândia | - Noruega - Países Baixos - Portugal - Reino Unido - San Marino - Suécia - Suíça - Turquia |

### Membros Observadores
| - Estado da Palestina | - Santa Sé |